# 2127 Tanya
2127 Tanya هو كويكب، يقع ضمن حزام الكويكبات. اكتشف في 29 مايو 1971.

## روابط خارجية
- 2127 Tanya في قاعدة بيانات مختبر الدفع النفاث لأجرام النظام الشمسي الصغيرة

- الاكتشاف · مخطط المدار ·  العناصر المدارية · المعلمات المادية

- 2127 Tanya على موقع ويكي سكاي: DSS2, SDSS, GALEX, IRAS, Hydrogen α, X-Ray, Astrophoto, Sky Map, Articles and images